# Мытник
Мы́тник (лат. Pediculáris) — род растений, относящийся к семейству Заразиховые (Orobanchaceae). Ранее обычно включался в семейство Норичниковые (Scrophulariaceae). Объединяет до 800 видов, большая часть которых распространена в горных районах Северного полушария. Полупаразитические, преимущественно многолетние травы. Особенностью рода является большое разнообразие характеристик двугубого венчика цветка — длины трубки венчика, формы верхней губы, взаимного расположения губ. Листья, как правило, в той или иной степени рассечённые, у большинства видов очерёдные, реже супротивные или в мутовках.
Значительный вклад в систематику рода внёс русский ботаник К. И. Максимович, он предложил классифицировать виды рода на основании листорасположения и формы венчика. Дальнейшие исследования, однако, показали, что общность строения венчика растений не коррелирует с эволюционным родством видов. В настоящее время общепринятой внутриродовой системы классификации не разработано.

## Название
Научное название рода было введено в номенклатуру Карлом Линнеем и соответствует классическому латинскому названию растения, использованному древнеримским автором Колумеллой (I век нашей эры). Оно образовано от лат. pediculus — «вошка», уменьшительного к pedis — «вошь» и связано, по-видимому, с использованием отвара растений при педикулёзе. По мнению других авторов, такая этимология связана с обитанием паразитов на этих растениях, растущих на пастбищах.
Закрепившееся русскоязычное название имеет несколько объяснений. Наиболее часто его производят от ст.‑слав. мыто — «по́дать», «плата», что связано с гремящими внутри коробочки семенами монетчатой формы. Имеется также версия, что название мытника связано со старославянским словом мытъ — названием поноса или другого недуга, от которого избавлялись с помощью этого растения. Название растения может быть связано и с русским глаголом «мыть», поскольку отваром растения мыли голову для борьбы с вшами.
Н. И. Анненков в «Ботаническом словаре» (1870) приводит для рода названия «вшивица» (по Г. Ф. Соболевскому, 1799), «петухогребенная» (со ссылкой на К. А. Кондратовича, 1780), «сокорица».

## Ботаническое описание
Преимущественно многолетние, реже однолетние, иногда двулетние травянистые растения-полупаразиты. Строгой специфичности по отношению к хозяевам у представителей рода не наблюдается. Корни часто деревянистые, боковые — иногда клубневидно утолщённые. На боковых корнях образуются гаустории, прикрепляющиеся к корням окружающих растений. Размер гаусторий различен в зависимости от вида. У мытника царского скипетра (Pedicularis sceptrum-carolinum L.) гаустории достигают 3 мм в диаметре — возможно, самые крупные гаустории среди европейских полупаразитов; у некоторых видов из других регионов гаустории достигают 6—7 мм и более. У многих видов имеется горизонтальное или вертикальное корневище, иногда разветвлённое и служащее органом вегетативного размножения. Иногда над ним имеются плёнчатые чешуйки — редицированные листовые черешки. Стебли прямостоячие, иногда очень короткие, реже восходящие, иногда стелющиеся, округлые в сечении, иногда продольно бороздчатые, у некоторых видов крылатые, простые или разветвлённые, веточки прямостоячие или оттопыренные, у некоторых видов повторно ветвящиеся. Стебель и ветви, как правило, в той или иной мере опушённые, реже — голые; характер опушения различный — от шерстистого до щетинистого, может присутствовать железистое опушение. Нередко волоски расположены рядами по числу листьев в узле.
Прикорневые листья у некоторых видов с возрастом отмирают, у других сохраняются. Стеблевые листья от многочисленных до редких, у некоторых видов единичны, очерёдные, супротивные или собранные в мутовки, сходные с прикорневыми, меньше их по размерам, или сильно отличающиеся от них. Пластинки в очертании от линейно-ланцетных до яйцевидных, как правило, однократно или дважды перистонадрезные, редко с зубчатым, городчатым или почти цельным краем, от тонкоплёнчатых до толстобумажистых. Черешки у прикорневых и нижних листьев, как правило, длинные, у верхних — короче, могут отсутствовать вовсе, иногда узко- или ширококрылатые, у некоторых видов расширенные в основании. Опушение листьев различной длины и густоты, у некоторых видов не выражено.

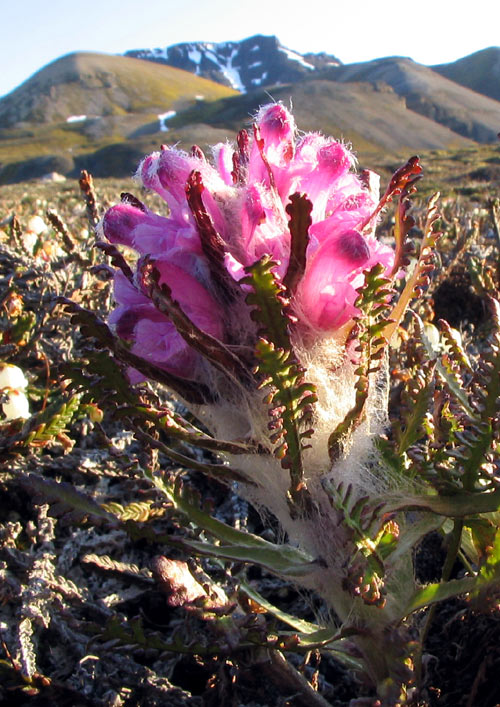
Мытник мохнатоцветковый, Шпицберген

Соцветие — облиственная верхушечная кисть, у немногочисленных видов со стелющимися стеблями цветки одиночные в пазухах листьев, равномерно распределённые по стеблям. Цветоножки различной длины, при очень коротких цветоножках кисть колосовидная или головчатая. Прицветники листовидные, как правило, мельче, без черешков, верхние сильнее отличаются от листьев, чем нижние.
Чашечка цветка с яйцевидно-колокольчатой до цилиндрической трубкой, зубцами, плёнчатая или бумажистая, от голой до густо- и длинноволосистой, с глубоким надрезом в верхней части или без него, исходно пятизубчатая, у многих видов с меньшим числом зубцов. Пять зубцов чашечки у растений без надреза на ней сходные, или же верхний из них меньше остальных; у других видов зубца четыре ввиду полного исчезновения верхнего; у иных видов боковые зубцы с каждой стороны сросшиеся, тогда чашечка с тремя зубцами; при срастании боковых зубцов и исчезновении верхнего или нижнего зубца всего два. Зубцы чашечки треугольные, округло-треугольные, расширенные к основанию, или же яйцевидные, ланцетные, нередко суженные в основании; цельнокрайные, городчатые, пильчато-зубчатые, иногда перисторассечённые.
Венчик ясно зигоморфный до асимметричного, двугубый, окрашен в белые, зеленоватые, жёлтые, красные или пурпурные тона, иногда разноцветный — жёлто-пурпурный, жёлто-красный. Трубка от короткой, едва превосходящей чашечку, до длинной, десятикратно и более превышающей чашечку по длине, прямая или изогнутая, как правило, расширяющаяся к концу. Верхняя губа шлемовидная, сплюснутая с боков, прямая, изогнутая или надломленная. У ряда видов прямо под верхним окончанием губы имеются два направленных вниз зубца, у других видов верхушка губы удлинена в носик, который может быть широким и коротким или узким и длинным, прямым или серповидным, на конце цельным или двураздельным. Иногда носик или вся губа асимметричны, загнуты в одну сторону. У некоторых видов верхняя губа отчётливо килеватая, иногда киль продолжается в довольно длинный отросток, почти равный носику по длине. Нижняя губа трёхлопастная, расширяющаяся, иногда асимметричная, у некоторых видов с рубцами, отходящими от основания лопастей. Средняя лопасть у многих видов наиболее крупная, у других видов лопасти равные, по краю лопасти голые или реснитчатые, редко бахромчатые. В бутонах нижняя губа расположена внешне по отношению к верхней.

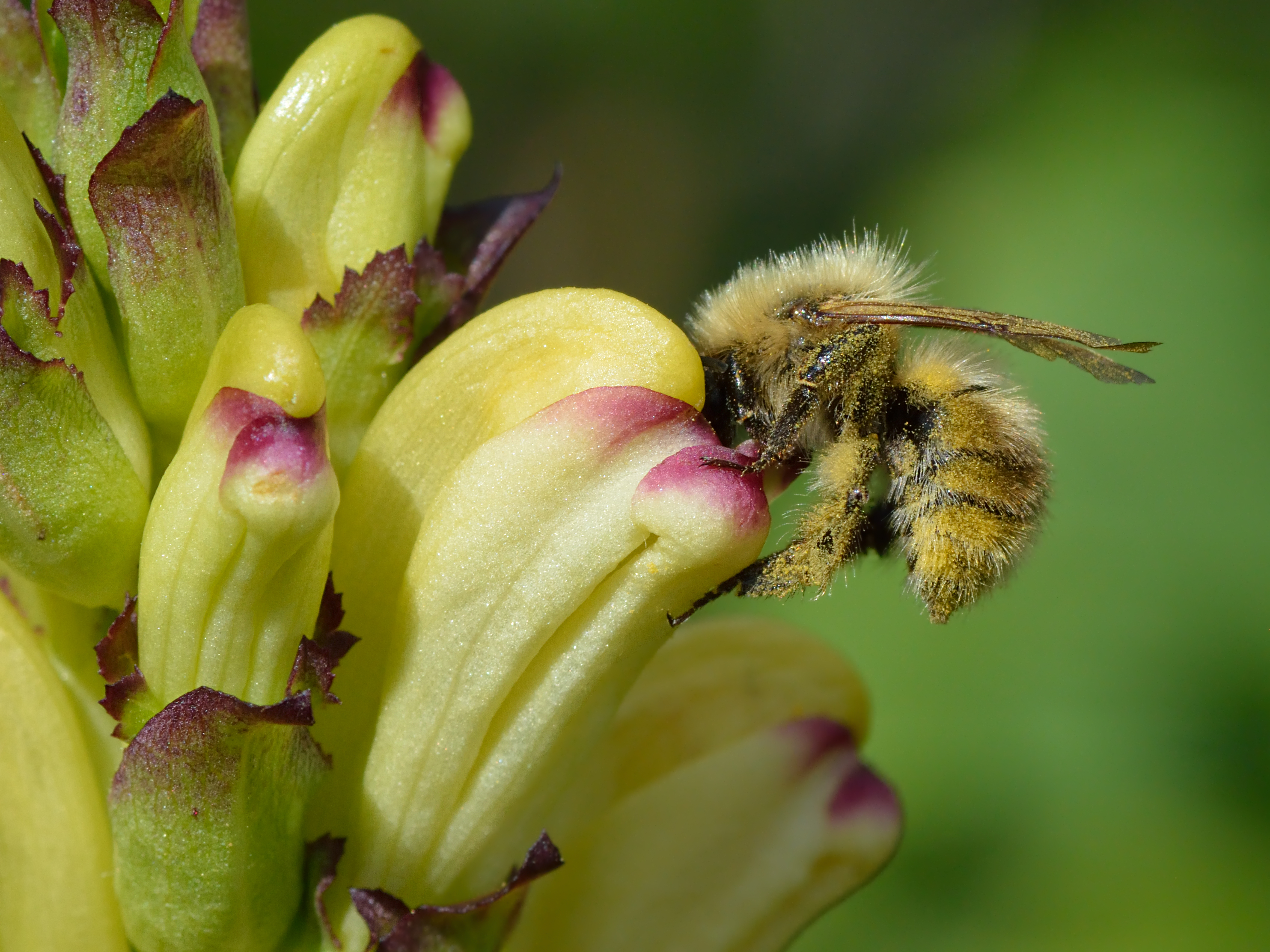
Мытники опыляются почти исключительно шмелями. Мытник царский скипетр, Эстония

Формы с короткой трубкой венчика являются более древними в эволюционном смысле по отношению к формам с длинной трубкой. Эволюционное значение удлинения трубки венчика в настоящее время не определено. Высказывалось предположение, что виды с длинной трубкой приспособлены к опылению чешуекрылыми с длинным хоботком, однако они лишены нектара, привлекающего этих насекомых. Основными опылителями видов рода по всему его ареалу служат шмели. Также предполагалось, что растения с длиннотрубчатыми, выдвинутыми от оси растения цветками более привлекательны для опылителей, однако экспериментально эти предположения также не подтверждаются. Была выдвинута гипотеза о том, что удлинение трубки, влекущее за собой удлинение столбика пестика, связано с усилением конкуренции пыльцевых зёрен: только пыльцевые трубки более крупных зёрен способны дорасти до яйцеклеток через длинный столбик. Эта гипотеза косвенно подтверждается тем, что у ряда видов с длинной трубкой венчика на рыльце оседает большее количество пыльцы, а число семязачатков у этих видов в завязи меньше.
Тычинки в двух парах разной длины, скрыты под верхней губой, отходят от основания, середины или конца трубки венчика, нити голые, опушённые в основании, по всей длине или ближе к пыльникам, или же опушены только нити нижней пары. Пыльники свободные, параллельные, сближенные или расставленные, иногда с заострением в основании.
Завязь от яйцевидной до ланцетной, часто скошенная, сплюснутая с боков, нередко с заострением. Столбик прямой в нижней части, далее изогнут соответственно трубке и верхней губе венчика. Рыльце почти головчатое или с едва заметной выемкой, выдающееся из-под верхней губы, реже скрытое под ней.
Плод — коробочка, как правило, яйцевидной или ланцетной формы, сплюснутая с боков, иногда почти шаровидная, у многих видов на верхушке заострена, часто скошена. При созревании открывается двумя створками от верхушки с обеих сторон либо только с нижней стороны.
Семена у большинства видов многочисленные (в числе около двадцати на гнездо), реже по три — четыре в каждом гнезде, от полумиллиметра до 4 мм длиной, от шаровидных до продолговатых и почти веретеновидных. Поверхность семян неровная — штриховатая, ямчатая, ребристая или иного характера.

## Распространение и экология
Абсолютное большинство видов произрастает в Северном полушарии. Только один вид рода распространён в Южном полушарии — мытник изогнутый (Pedicularis incurva Benth.), встречающийся в горах Колумбии и Эквадора. Значительная часть видов — узколокальные эндемики.
Д. Прэйн (1898) и Г. Бонати (1918) выделяли в пределах рода 8 провинций по ареалу: циркумполярную, Европейскую, Сибирско-Туркестанскую, Японскую, Американскую, Кавказскую, Китайскую и Гималайскую. Наибольшее разнообразие видов отмечено авторами в двух последних провинциях. Они предположили, что род возник в циркумполярном регионе, распространившись по горным странам на юг. Х. Лимприхт высказал иное мнение о происхождении рода — из Алтае-Тяньшаньского региона, с последующим распространением на восток через Саяны, Дальний Восток, Аляску, Североамериканскую Арктику, Гренландию в Скандинавию, а также на запад через Памир, горы Ирана и Армении, Кавказ, Понтию в Альпы. Чжун Буцю (1955) считал центром происхождения рода Гренландию, поскольку именно на острове встречается значительное количество наиболее примитивных по его мнению видов — Pedicularis capitata Adams, Pedicularis flammea L., Pedicularis hirsuta L., Pedicularis lanata Willd. ex Cham. & Schltdl., Pedicularis langsdorffii Fisch. ex Steven.
Большинство представителей рода — элементы арктоальпийской флоры. Лишь немногие виды приурочены к равнинам; среди них — европейские мытник лесной (Pedicularis sylvatica L.) и мытник болотный (Pedicularis palustris L.), североамериканские Pedicularis canadensis L. и Pedicularis lanceolata Michx..

## Хозяйственное значение и использование

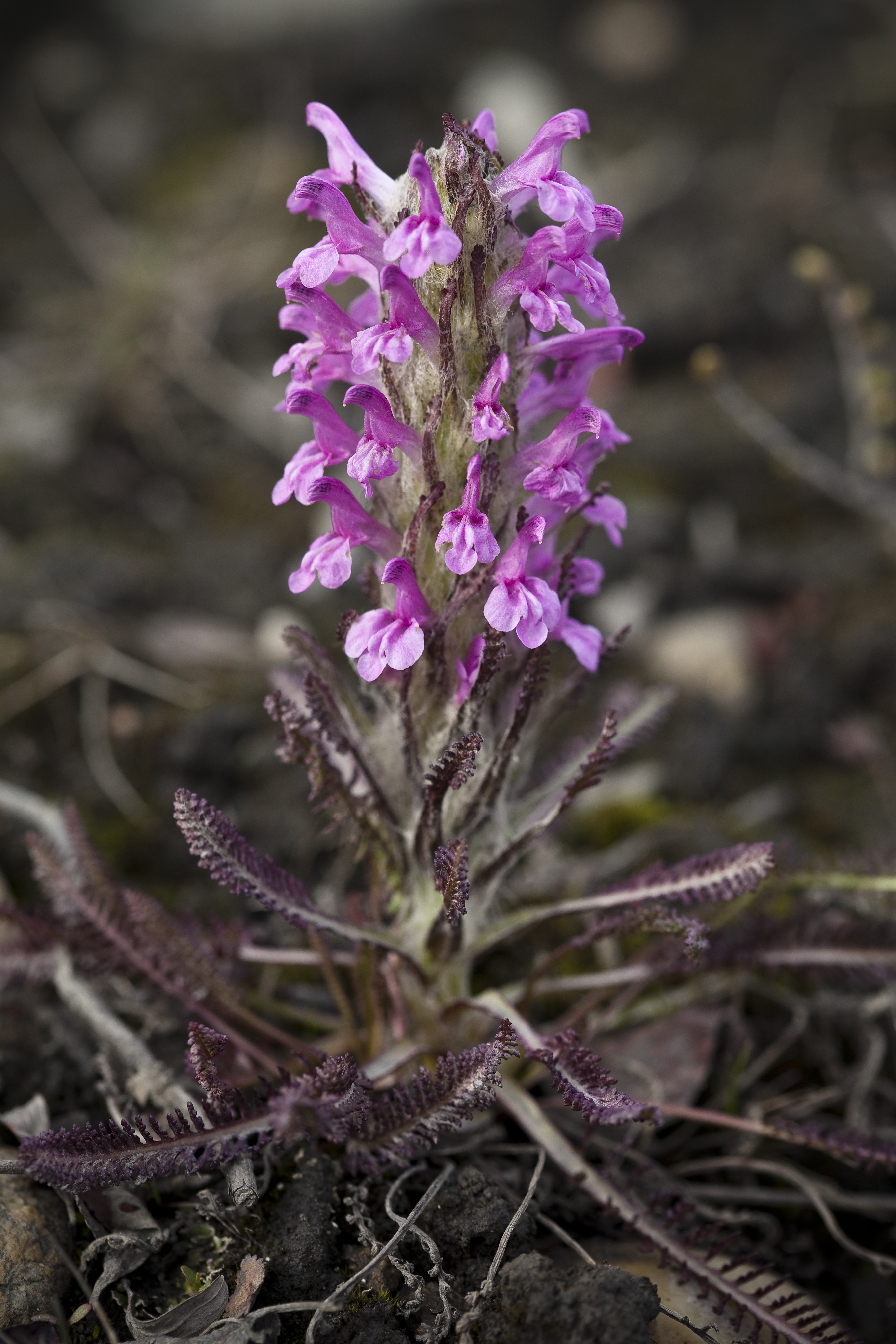
Мытник мохнатый, Аляска

Ряд видов рода, в частности, мытник Кауфмана (Pedicularis kaufmannii Pinzger) и мытник болотный (Pedicularis palustris L.), ядовиты. Другие виды, например, мытник царский скипетр (Pedicularis sceptrum-carolinum L.), могут использоваться на корм скоту. Некоторые виды могут использоваться в пищу. Например, у североамериканского и дальневосточного мытника мохнатого (Pedicularis lanata Willd. ex Cham. & Schltdl.) имеются съедобные ярко-жёлтые утолщённые корни, также съедобны корни индийского вида Pedicularis carnosa Wall..
Некоторые виды могут использоваться для изготовления инсектицида — отвар из них используется для избавления от вшей у скота, а также для уничтожения мух.
Целый ряд мытников используется в народной медицине — как диуретики, для лечения змеиных укусов, как кровоостанавливающие, противолихорадочные, ранозаживляющие средства.
Некоторые мытники культивируются в декоративных целях. К таковым относятся мытник Кауфмана (Pedicularis kaufmannii Pinzger), мытник лесной (Pedicularis sylvatica L.), мытник миловидный (Pedicularis venusta Schangin ex Bunge). В Европе нередко продаётся мытник лесной, в Северной Америке — Pedicularis canadensis L. и Pedicularis lanceolata Michx..

## Химический состав
Компонентами всех частей растений являются иридоиды (аукубин, каталпол, изокаталпол, гарпагид и другие), каротиноиды (бета-каротин, лютеин, флавоксантин, элоксантин), кумарины. Наибольшая концентрация аукубина наблюдается в семенах.
Надземные части многих видов содержат алкалоиды (плантагонин, индикаин, индикамин, индикаинин, N-метилцитизин, педикулярин, педикулин, педикулинин, педикулидин, текостидин), флавоноиды (апигенин, лютеолин, кемпферол, кверцетин), сапонины.

## Классификация
Действительное описание рода Pedicularis было опубликовано Карлом Линнеем в 5-м издании Genera plantarum (1754):

664. Pedicularis. * Tournef. 77. A. D. E. H. I. K. L.
Чашечка. Околоцветник цельный, почти округлый, вздутый, с пятилопастным надрезанным отгибом, по краю округлозубчатым, с равными лопастями, сохраняющийся.
Венчик сросшийся, раскрытый. Трубка продолговатая, с горбиком. Верхняя губа шлемовидная, прямая, сплюснутая, выемчатая, более узкая. Нижняя губа поникшая, плоская, наполовину трёхнадрезная, тупая; средняя доля более узкая.
Тычинки. Нити в числе четырёх, длиннее верхней губы, под которой скрыты, две из них более длинные. Пыльники лежащие сверху, почти шаровидные, сплюснутые.
Пестик. Завязь почти шаровидная. Столбик нитевидный, сходный с тычинками, но длиннее. Рыльце тупое, вогнутое.
Плод. Коробочка почти шаровидная, заострённая, двугнёздная, с перегородкой между створками, раскрывающаяся на верхушке.
Семена многочисленные, почти округлые, сплюснутые. Ложе продолговатое, на ножке.
Оригинальный текст (лат.){{{2}}}
— Linnaeus, C. Genera plantarum. — Editio quinta ab auctore reformata et aucta. — Holmiæ: Laurentii Salvii, 1754. — P. 266. — xxxii + 500 p.
В фундаментальном труде Species plantarum (1753) Линней отнёс к роду 14 видов, условно разделив их на две группы по ветвистости стебля:
С ветвистым стеблем:
- Pedicularis palustris L. из Северной Европы,
- Pedicularis sylvatica L. из Европы,
- Pedicularis rostrata L. из Швейцарии и Австрии, этот вид в настоящее время известен как Pedicularis kerneri Dalla Torre;

С простым стеблем:
- Pedicularis sceptrum-carolinum L. из Швеции, Пруссии, России,
- Pedicularis verticillata L. из Сибири, Швейцарии, Австрии,
- Pedicularis resupinata L. из Сибири,
- Pedicularis recutita L. из Швейцарии,
- Pedicularis tristis L. из Сибири,
- Pedicularis flammea L. из Лапландии, Швейцарии,
- Pedicularis hirsuta L. из Лапландии,
- Pedicularis incarnata L. из Сибири,
- Pedicularis lapponica L. из Лапландии,
- Pedicularis comosa L. из Швейцарии,
- Pedicularis tuberosa L. из Швейцарии, Италии.

В 1767 году в книге Mantissa plantarum он описал ещё два вида — Pedicularis foliosa L. из Швейцарии и Австрии и Pedicularis canadensis L. из Северной Америки.
| |  |  |  |  |  |  |
| Различные виды мытника: ботанические иллюстрации из Flora Danica — Pedicularis lapponica L., Pedicularis sceptrum-carolinum L., Pedicularis sylvatica L., Pedicularis hirsuta L., Pedicularis groenlandica Retz., Pedicularis flammea L., Pedicularis palustris L. |  |  |  |  |  |  |

### Обзор подходов к внутриродовой классификации

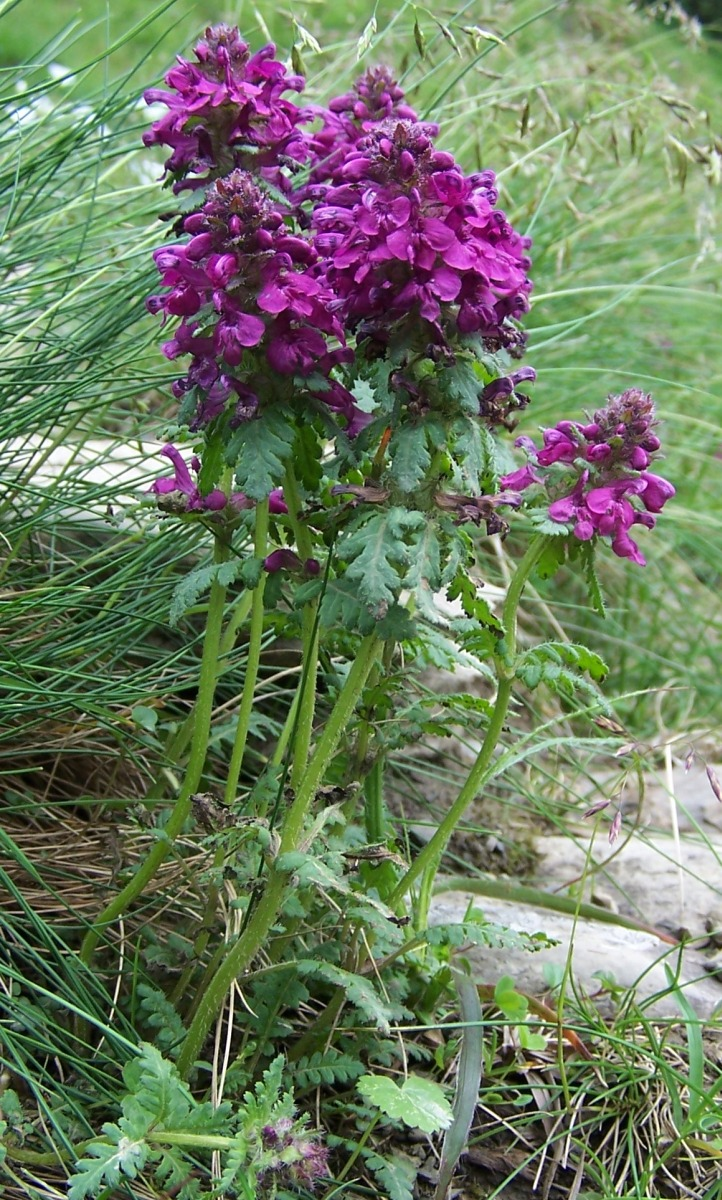
Мытник мутовчатый, Польша

Впервые монографическая обработка рода была проведена в 1823 году русским ботаником шведского происхождения Христианом Стевеном. Ему было известно 49 видов рода, которые он распределил по 6 трибам на основании расположения листьев и строения венчика:
- Personatae — листья супротивные или в мутовках, нижняя губа прямая;
- Verticillatae — листья в мутовках по четыре;
- Faucidentates — листья очерёдные, верхняя губа зубчатая в основании;
- Rostratae — листья очерёдные, верхняя губа с носиком;
- Bicuspidatae — листья очерёдные, верхняя губа оканчивается двумя зубцами;
- Edentulae — листья очерёдные, верхняя губа без зубцов на конце.

Стевен отметил, что разделение рода на основании ветвистости стебля, использованное Линнеем и вслед за ним К. Вильденовом, ничем не обосновано, поскольку у одних и тех же видов нередко встречаются растения как с простыми, так и с разветвлёнными стеблями, а также заметил, что выделение любых групп внутри рода — задача весьма сложная.
А. А. Бунге в 1843—1846 годах перечислил 99 видов рода, Дж. Бентам в 1835—1846 годах — 109 видов, однако их подход к объединению видов в группы существенно не отличался от такового у Стевена.
В 1888 году систематика рода была существенно переработана Карлом Ивановичем Максимовичем. Он описал 250 видов мытника, из которых 65 ранее известны не были. Для большинства видов Максимович привёл сравнительные иллюстрации венчиков. Он объединил виды в 27 рядов в 5 трибах, характеризующихся следующими признаками:
- Longirostres — трубка венчика цилиндрическая, часто вытянутая; шлем обычно с длинным носиком, редко без него; листья очерёдные или в мутовках;
- Rhyncholophae — трубка венчика цилиндрическая, расширенная; шлем с носиком, редко без него; листья очерёдные;
- Verticillatae — венчик разнообразного строения, шлем без носика; листья в мутовках или супротивные;
- Bidentatae — шлем без носика или с коротким широким носиком, края его у верхушки с двумя зубцами; листья очерёдные;
- Anodontae — шлем без носика, края его без зубцов или с едва заметными зубцами; листья очерёдные.

В системе Максимовича одна из групп, Verticillatae, аналогичная одноимённой группе у Стевена, была выделена только на основании листорасположения, и в неё попали виды с различной формой венчика, в то время как остальные группы были разделены как раз на основании строения последнего. Несмотря на искусственность такой классификации, на практике она оказалась весьма удобной для определения видов и была принята многими авторами с незначительными изменениями.
Всего через два года, в 1890 году была опубликована система Дэвида Прэйна. Шотландский исследователь объединил 270 видов рода в 87 рядов, составляющих 5 секций в 3 отделах:
- Longirostres — трубка венчика прямая, узкая; шлем с длинным носиком;
  - Siphonanthae — трубка часто вытянутая; листорасположение преимущественно очерёдное;
  - Orthorrhynchae — трубка намного короче; листорасположение мутовчатое;
- Aduncae — трубка изогнутая, цилиндрическая, немного расширяющаяся к концу; шлем с носиком или без него;
  - Rhyncholophae — шлем с носиком, иногда без него;
  - Bidentatae — шлем без носика или с широким коротким носиком, с двумя отчётливыми зубцами чуть ниже верхушки;
- Erostres — трубка с изломом, воронковидная; шлем без носика;
  - Anodontae — шлем прямой, без носика или с очень коротким носиком, без зубцов или с зубцами только с нижней стороны, на верхушке закруглённый.

Эта система не была принята последующими ботаниками, поскольку её автор решил отказаться от использования вполне естественного признака расположения листьев в качестве основного, объединив в нескольких группах виды с очерёдным и мутовчатым листорасположением. Основной заслугой Прэйна является установление объёма рядов, используемых для группировки наиболее близкородственных видов.

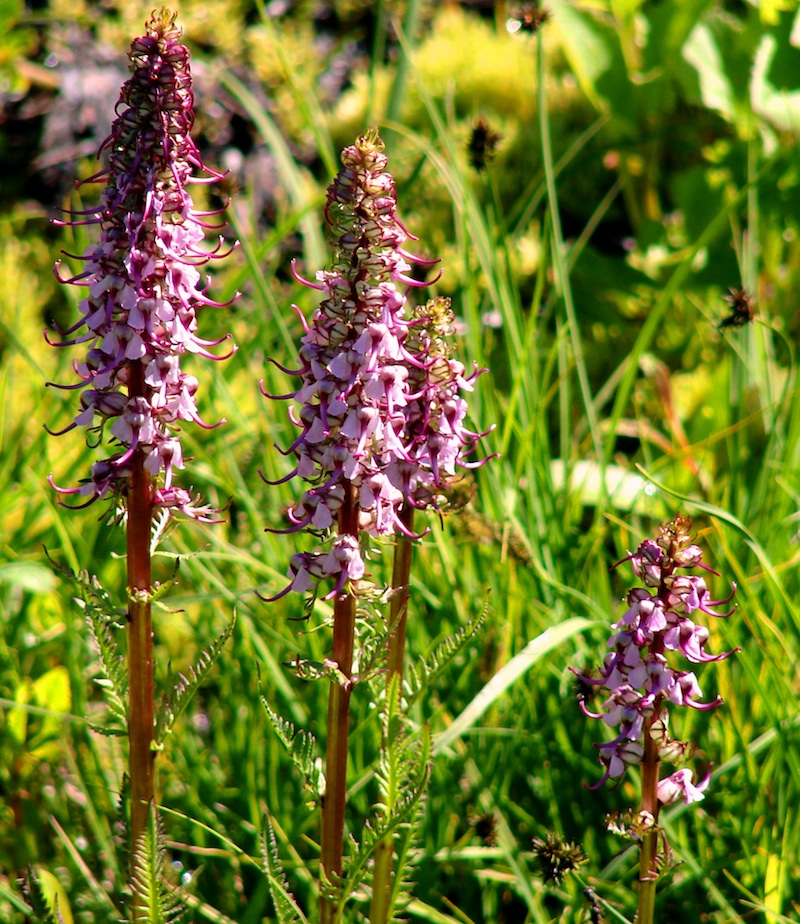
Мытник гренландский, Вашингтон, северо-запад Северной Америки

П. Ридберг и А. Хеллер в 1900 году выделили виды Pedicularis groenlandica Retz. (мытник гренландский) и Pedicularis attollens A.Gray в самостоятельный род Elephantella Rydb. на основании выделяющейся формы венчика: носик верхней губы тонкий и длинный, губа с двумя расставленными зубцами по бокам, трубка очень короткая, почти равная чашечке. Ридберг полагал, что из крупного рода могут быть выделены ещё некоторые более мелкие — по его мнению, виды, родственные Pedicularis racemosa Douglas и Pedicularis contorta Benth. могут быть вынесены в отдельный род. Впоследствии Ф. Пеннелл показал, что эти виды по морфологии венчика представляют собой крайние формы изменчивости таковой у мытника.
Гюстав Анри Бонати в 1910 году опубликовал и в 1918 году модифицировал свою систему классификации рода, в которой вернулся к использованию филлотаксиса для выделения основных таксономических групп. Он выделил внутри рода 2 отдела, 4 трибы и 8 секций:
- Erostres — шлем без носика;
  - Anodontae;
    - Anodontae alternifoliae — листья очерёдные;
    - Anodontae verticillatae — листья в мутовках;
- Rostratae — шлем с носиком;
  - Bidentatae — трубка обычно расширенная близ своего конца, шлем с двумя зубцами по краям ниже верхушки;
    - Bidentatae alternifoliae — листья очерёдные;
    - Bidentatae verticillatae — листья супротивные или в мутовках;

  - Rhyncholophae — трубка расширенная близ своего конца, шлем по краю без зубцов;
    - Rhyncholophae alternifoliae — листья очерёдные;
    - Rhyncholophae verticillatae — листья супротивные или в мутовках;

  - Longirostres — трубка цилиндрическая, не расширенная; шлем без зубцов;
    - Longirostres alternifoliae — листья очерёдные;
    - Longirostres verticillatae — листья в мутовках или супротивные.

По мнению Бонати, расположение листьев — более определённый и важный признак, чем строение венчика, тем не менее в его классификации оно занимает подчинённое положение по отношению к последнему.
В 1924 году Ханс Лимприхт незначительно модифицировал систему Бонати, помимо прочих изменений распределив 416 видов рода по 65 рядам.
Ф. Пеннелл в монографии норичниковых Западных Гималаев (1943) писал: «в определённом отношении мытник — удивительный род растений. Я сомневаюсь, что существует другой род, демонстрирующий такое огромное разнообразие форм венчика, несмотря на это нет сомнения в близком родстве всех его многочисленных видов. Представляется невозможным его разделение даже на подроды. Это разнообразие при существовании в настоящее время всех промежуточных форм венчика может свидетельствовать только о многочисленных эволюционных изменениях недавнего прошлого».
В 1948—1949 годах Ли Хуэйлинь в монографии видов рода с территории Китая обосновал неоправданность с эволюционной точки зрения использования признака строения венчика. Он, в частности, обратил внимание на то, что в пределах одного ряда в системе Лимприхта, всеми исследователями признаваемого естественной группой близкородственных видов, могут быть классифицированы растения с совершенно различным строением венчика. Так, в ряд Superbae, у Лимприхта отнесённый к группе с мутовчатым листорасположением и шлемом с двумя зубцами, объединены вид с двузубым шлемом, вид с цельнокрайным шлемом, вид с длинным носиком на шлеме и вид с сильно удлинённой трубкой и носиком на шлеме.
Ли считал признак листорасположения более консервативным и отражающим ход эволюции, однако отметил, что он не является абсолютно чётким. Поэтому китайский учёный предложил разделить род на три неформальные группы, названными им грексами: Cyclophyllum с отчётливо супротивным или мутовчатым расположением листьев и супротивными или мутовчато расположенными цветками в общих кистях, Allophyllum с отчётливо очерёдными листьями и очерёдными цветками в кистях и Poecilophyllum с неправильным листорасположением и пазушными цветками на длинных цветоножках, распределённых по всему стеблю.
В 1955 году в издании «Флора СССР» вышла обработка рода А. И. Введенского. В ней с незначительными изменениями была принята система А. А. Бунге. Введенский не имел доступа к монографии Ли, поэтому не учитывал при составлении обработки взгляд китайского исследователя.
В 1955—1956 годах Чжун Буцю опубликовал новую монографию китайских видов рода, где предложил классификацию, основанную на филлотаксисе, морфологии цветка, листьев, коробочек. Он выделил 13 групп уровнем выше ряда, назвав их грексами. Предложить способ разделения рода на подроды он также не смог. Том «Флоры СССР» с обработкой рода Введенским Чжун получил уже после поступления монографии в печать и не имел возможность дополнить свою работу данными из публикации Введенского.
Л. И. Иванина в 1981 году в монографии «Флора Европейской части СССР» разделила род на три подрода по морфологии венчика и расположению листьев: Pedicularis, Sceptrum и Verticillatae. В 1998 году Л. И. Иванина и Т. Н. Попова предложили использовать для систематики на уровне секций признак продолжительности жизненного цикла растений.
В настоящее время разрабатывается система рода, построенная на основании молекулярно-филогенетических методов, которая позволит провести границы между таксонами и определить их объём в соответствии с их генетическим родством. С результатами молекулярных исследований лучше других соотносятся системы китайских ботаников Ли и Чжуна. В исследовании китайских ботаников 2015 года с 257 видами мытника (примерно треть всех известных видов из 80 % рядов) была подтверждена монофилия крупного рода, в его пределах выделены 13 клад, 8 исследованных видов не оказались близки ни к одной из них. В пределах 11 из этих 13 клад имеются виды только с одним типом филлотаксиса, однако только 19 из 130 рядов, принятых Чжуном, оказались монофилетичными.

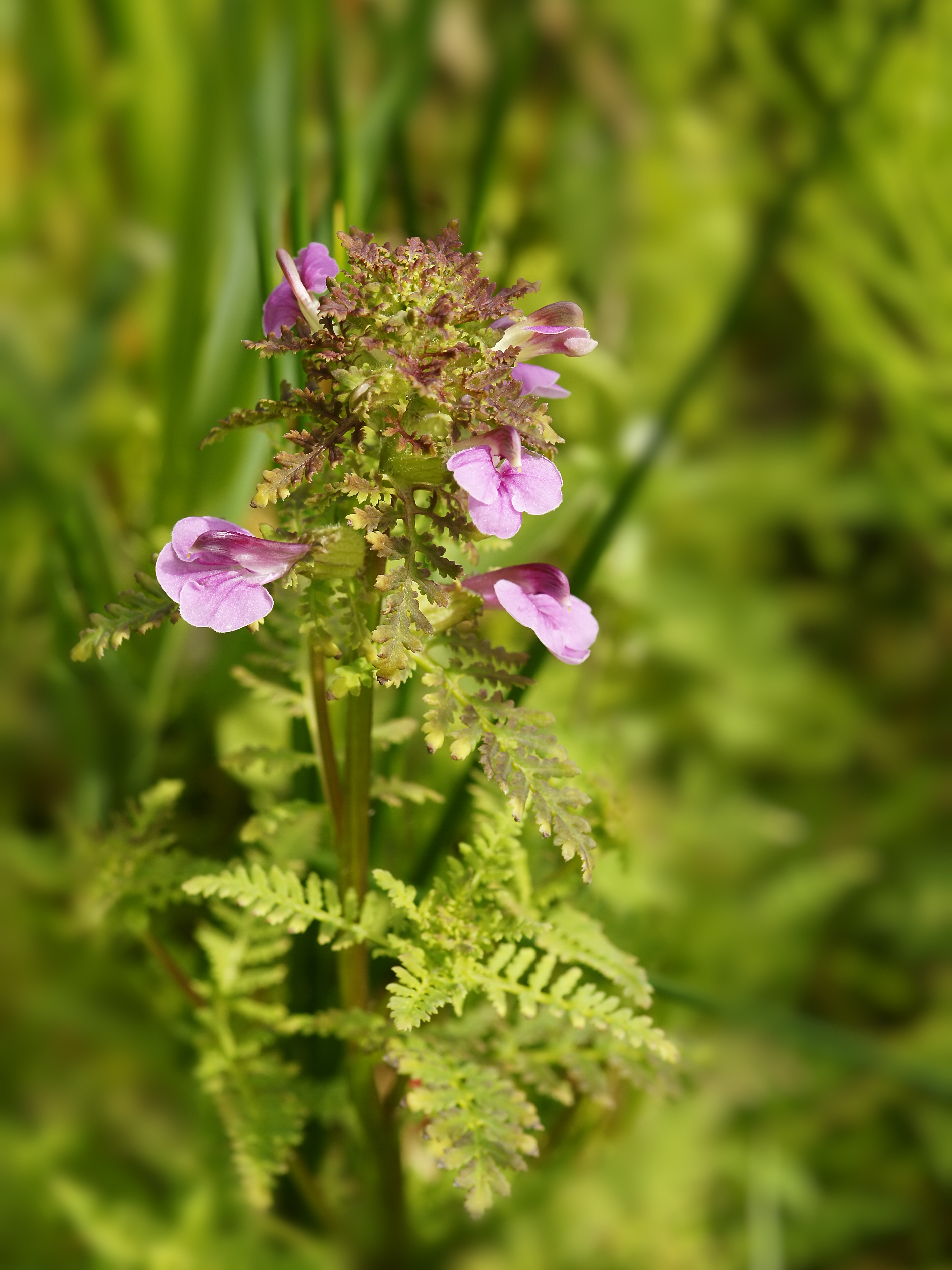
Мытник болотный, Бельгия

### Таксономия
- Pedicularis L., 1753, Sp. Pl. : 607

Род Мытник включается в семейство Заразиховые (Orobanchaceae) порядка Ясноткоцветные (Lamiales), последовательно входящего в более крупные клады Ламииды → Астериды → Суперастериды → Эвдикоты → Цветковые растения. Таксономическая схема в соответствии с Системой APG IV по состоянию на июнь 2024 года:
|  |                          |  |                                   |                                   |                       |  | еще 23 семейства |              |              |                                                            |
|  |                          |  |                                   |                                   |                       |  |                  |              |              | 721 подтвержденный вид и 56 видов, ожидающих подтверждения |
|  |                          |  |                                   | порядок Ясноткоцветные            |                       |  |                  |              | род Мытник   |                                                            |
|  |                          |  |                                   | порядок Ясноткоцветные            |                       |  |                  |              | род Мытник   |                                                            |
|  | клада Цветковые растения |  |                                   |                                   | семейство Заразиховые |  |                  |              |              |                                                            |
|  | клада Цветковые растения |  |                                   |                                   |                       |  |                  |              |              |                                                            |
|  |                          |  | ещё 63 порядка цветковых растений | ещё 63 порядка цветковых растений |                       |  |                  | еще 98 родов | еще 98 родов |                                                            |
|  |                          |  |                                   | ещё 63 порядка цветковых растений |                       |  |                  |              | еще 98 родов |                                                            |

### Виды
Некоторые из них:
- Pedicularis amoena Adams ex Steven — Мытник приятный
- Pedicularis atropurpurea Nordm. — Мытник чёрно-пурпуровый
- Pedicularis caucasica M.Bieb. — Мытник кавказский
- Pedicularis condensata M.Bieb. — Мытник сжатый
- Pedicularis crassirostris Bunge — Мытник толстоносиковый
- Pedicularis dasystachys Schrenk — Мытник мохнатоколосый
- Pedicularis dolichorhiza Schrenk — Мытник длиннокорневой
- Pedicularis elata Willd. — Мытник высокий
- Pedicularis hirsuta L. — Мытник волосистый
- Pedicularis incarnata L. — Мытник мясо-красный
- Pedicularis kaufmannii Pinzger — Мытник Кауфмана
- Pedicularis lapponica L. — Мытник лапландский
- Pedicularis longiflora Rudolph — Мытник длинноцветковый
- Pedicularis myriophylla Pall. — Мытник тысячелистный
- Pedicularis nordmanniana Bunge — Мытник Нордмана
- Pedicularis oederi Vahl — Мытник Эдера
- Pedicularis palustris L. — Мытник болотный
- Pedicularis proboscidea Steven — Мытник хоботковый
- Pedicularis resupinata L. — Мытник перевёрнутый
- Pedicularis sceptrum-carolinum L. — Мытник царский скипетр, или мытник скипетровидный
- Pedicularis sibthorpii Boiss. — Мытник Зибторпа
- Pedicularis striata Pall. — Мытник полосатый
- Pedicularis sudetica Willd. — Мытник судетский
- Pedicularis sylvatica L. — Мытник лесной
- Pedicularis tristis L. — Мытник печальный
- Pedicularis venusta Schangin ex Bunge — Мытник миловидный
- Pedicularis verticillata L. — Мытник мутовчатый

### Синонимы
- Elephantella Rydb.
- Enslenia Raf.
- Nelensia Poir.
- Pediculariopsis Á.Löve & D.Löve
- Prosopia Rchb.
- Scepanium Ehrh.
- Sceptrum J.O.Rudbeck ex Hartm.